# Xã Farmersburg, Quận Clayton, Iowa
Xã Farmersburg (tiếng Anh: Farmersburg Township) là một xã thuộc quận Clayton, tiểu bang Iowa, Hoa Kỳ. Năm 2010, dân số của xã này là 561 người.